# Wilson Moreira
Pour les articles homonymes, voir Moreira.
Wilson Moreira Serra, ou simplement Wilson Moreira, né le 12 décembre 1936 à Rio de Janeiro et mort le 6 septembre 2018 dans la même ville, est un chanteur et compositeur brésilien.

## Biographie
Wilson Moreira Serra naît le 12 décembre 1936 à Rio de Janeiro.
Né dans le quartier de Realengo, dans la zone ouest de la ville de Rio de Janeiro, Wilson Moreira exerce plusieurs professions, notamment guide pour malvoyants, gardien de prison et cireur de chaussures. Il s'intéresse à la samba dès son plus jeune âge, ses grands-parents et ses oncles étant des jongueiros et des joueurs de caxambu.
En 1955, Wilson a été l'un des fondateurs de la section des compositeurs de l'école de samba de Rio, la Mocidade Independente de Padre Miguel, participant également à la batterie de l'école. Sa première samba-enredo, "Bahia", en partenariat avec Ivan Pereira, est un succès. Un autre de ses célèbres samba-enredo, "As Minas Gerais", reçoit les éloges d'Ary Barroso.
En 1968, il commence à collaborer dans une autre école de samba, Portela, où il entre dans l'histoire dans l'aile des compositeurs. À Portela, il a rencontré de grands partenaires et amis tels que Paulinho da Viola, Candeia, Natal da Portela et bien d'autres,.
Le sambiste voit ses compositions interprétées par de grands noms de la musique brésilienne. En 1956, Leny Andrade enregistre pour la première fois la musique de Wilson Moreira. Il compose des chansons enregistrées par des artistes tels que Beth Carvalho (Te Segura, Goiabada Cascão, Morrendo de Saudade et Peso na Balança), Alcione (Gostoso Veneno), Clara Nunes (Mulata do Balaio, Deixa Claraar) et Elizeth Cardoso (Cidade Assassina). Jorge Aragão et Martinho da Vila enregistrent également certaines de ses œuvres.
Judia de Mim, composée aux côtés de Zeca Pagodinho et Quintal do Céu, sont ses dernières compositions à succès. Cependant, le partenaire musical habituel de Wilson est le compositeur Nei Lopes, une collaboration considérée comme l'une des plus fructueuses de l'histoire de la samba, qui donne lieu à deux disques anthologiques ; le premier A Arte Negra de Wilson Moreira e Nei Lopes, sorti en 1980, contient des classiques tels que Goiabada Cascão et Gostoso Veneno, tandis que le second, O Partido (Muito) Alto de Wilson Moreira e Nei Lopes, de 1985, apporte Fidelidade Partidária et Eu Já Pedi.
Wilson Moreira meurt le 6 septembre 2018 à Rio de Janeiro.

## Discographie

### Solo
- 1986 - “Peso na Balança”
- 1989 - “Okolofé”
- 2002 - “Entidades 1”
- 2011 - “Wilson Moreira e Baticun” (gravado em 1991)[4]
- 2018 - “Tá com Medo, Tabaréu?” (póstumo)[4]

### En partenariat avec Nei Lopes
- 1980 - “A Arte Negra de Wilson Moreira e Nei Lopes”
- 1985 - “O Partido (Muito) Alto de Wilson Moreira e Nei Lopes”